# Melitaea postgarumna
Melitaea postgarumna är en fjärilsart som beskrevs av Ruggero Verity 1929. Melitaea postgarumna ingår i släktet Melitaea och familjen praktfjärilar. Inga underarter finns listade i Catalogue of Life.